# Tuniberg
Der Tuniberg ist eine Kalkstein-Erhebung im Breisgau, die sich mit 312,4 m ü. NHN nur wenig über die Oberrheinische Tiefebene erhebt, die hier etwa 190 m über dem Meeresspiegel liegt.

## Geographie
Der Tuniberg liegt im Breisgau zwischen Schwarzwald und Rhein und gilt als „kleiner Bruder“ des bekannteren Kaiserstuhls, obwohl er geologisch völlig anders aufgebaut ist. Er hat eine Nord-Süd-Ausdehnung von etwa neun Kilometern und eine Ost-West-Ausdehnung von drei Kilometern. Rund um den Tuniberg liegen die Gemeinden Merdingen und Gottenheim, die zu Freiburg im Breisgau gehörenden Stadtteile Waltershofen, Opfingen, Tiengen und Munzingen, sowie Oberrimsingen und Niederrimsingen, die zu Breisach gehören.

## Landwirtschaft
Auf den hier überwiegenden Kalkstein-Böden, mit Löss- und Lehmauflagen wachsen hauptsächlich Burgunder-Rebsorten, denen die Wasserspeicherfähigkeit des Kalksteins zugutekommt. Seit 1996 ist der Tuniberg weinbaulich vom Kaiserstuhl getrennt. Abgesehen vom Wein sind vor allem Spargel- und Maisanbau am Tuniberg nennenswert.

## Freizeit und Tourismus
Der Tuniberg ist Ziel vieler Weinbergwanderer und Nordic Walker und ist seit einiger Zeit ein Geheimtipp für Inliner und Nordic-Blader. Für den Radsport besteht der Tuniberg Höhenweg von Gottenheim nach Munzingen. Der Tuniberg ist über die Verlängerung des FR 6 von Tiengen, die Verlängerung des FR 5 von Waltershofen sowie über Opfingen erreichbar. Außerdem bestehen Radwege von Merdingen und Niederrimsingen aus.

## Abbildungen

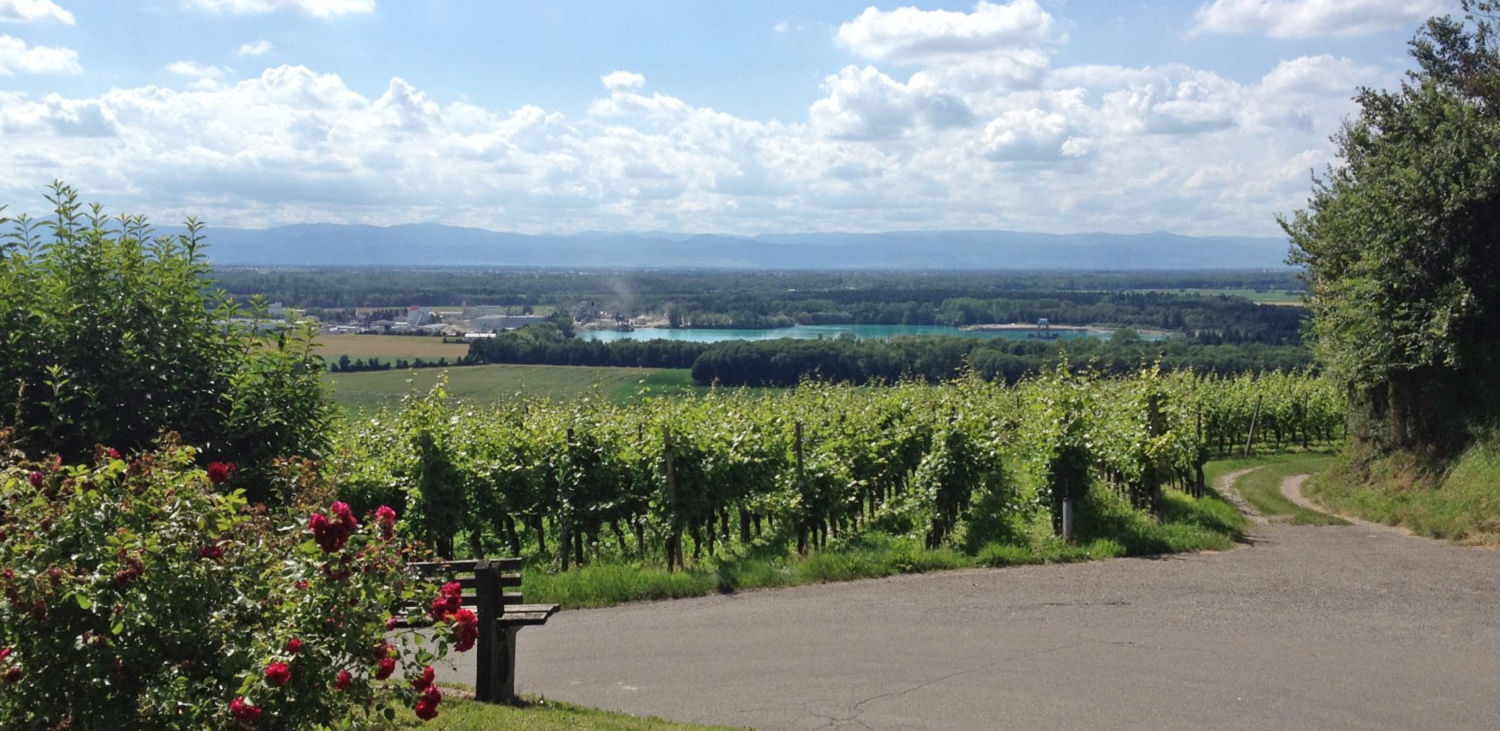
Blick auf den Rimsinger See
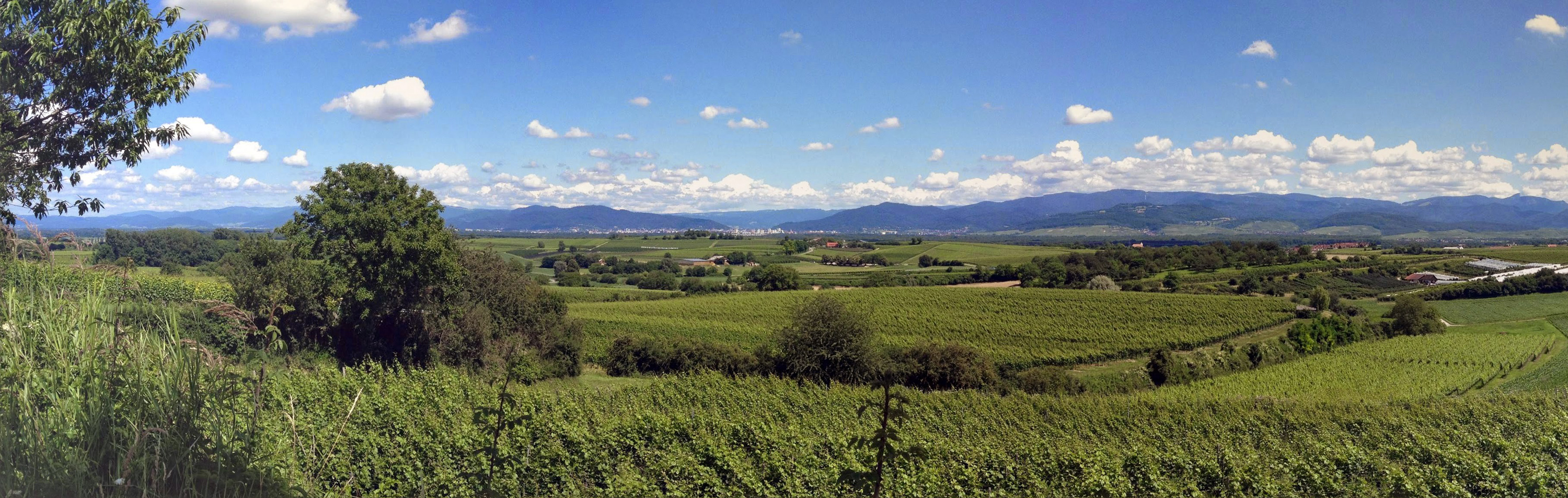
Blick Richtung Freiburg